# Amalendu (Buch)
Amalendu ist ein Jugendbuch von Friederike Graßl (auch: Grassl, geb. Wimmer, * 30. Juni 1932; † 27. November 2012) mit Zeichnungen von Kurt Tessmann. Die Erstauflage erschien 1967 beim Claudius Verlag München, eine Neuauflage erfolgte 1973 bei Wilhelm Heyne.

## Handlung
Die Hauptperson ist der Junge Amalendu. Seine Familie besitzt Elefanten und eine der Elefantenkühe bekommt ein Junges. Amalendus Vater entscheidet sich, ihm den kleinen Elefanten zu schenken. Nach langer Überlegung für den Namen des Elefanten geht er zum Fluss, in dem die Elefanten baden. Er hockt an einem Baum und sieht, dass ein alter Mann ihn beobachtet. Der Mann geht auf ihn zu und fragt, warum er so bedrückt aussähe. Amalendu erwidert daraufhin, dass ihm kein Name für seinen Elefanten einfalle. Der alte Mann erzählt, dass er auch einmal einen Elefanten namens Narayan gehabt habe. Dieser Name gefällt Amalendu so sehr, dass er seinen Elefanten auch so nennt. Amalendu und Narayan erleben viele spannende Abenteuer zusammen.

## Ausgaben
- Amalendu. Eine Geschichte aus Indien mit Zeichnungen von Kurt Tessmann. Originalausgabe, Verlag Claudius, München 1967
- Heyne-Jugend-Taschenbücher, Nr. 41, Wilhelm Heyne Verlag, München 1973 und 1980, ISBN 3-453-54041-7